# Sopwith Snipe
O Sopwith 7F.1 Snipe foi um caça biplano britânico utilizado durante a Primeira Guerra Mundial, fabricado pela Sopwith Aviation Company.

## Operadores
- Austrália
- Brasil
- Canadá
- Reino Unido
- União Soviética